# Richard Belcredi
Le comte Richard Belcredi (né le 12 février 1823 à Ingrowitz, en margraviat de Moravie ; décédé le 2 décembre 1902 à Gmunden, Autriche-Hongrie) est un juriste et homme d’État autrichien. Partisan d'une solution fédérale pour la monarchie autrichienne après la défaite de 1866, il est en butte à l'obstination des parlementaires hongrois et doit démissionner en 1867.

## Biographie
Belcredi étudie le droit à Prague et à Vienne, entre dans l'administration impériale en 1854 comme chef du district de Znaïm, est élu en 1860 au conseil régional de Moravie avant d'être porté au Reichstag par l'assemblée locale. En 1862 il est promu administrateur de la Région de Moravie-Silésie, puis finalement en 1864 conseiller privé de la Couronne et administrateur général de Bohême.

### Le «ministère des trois comtes»

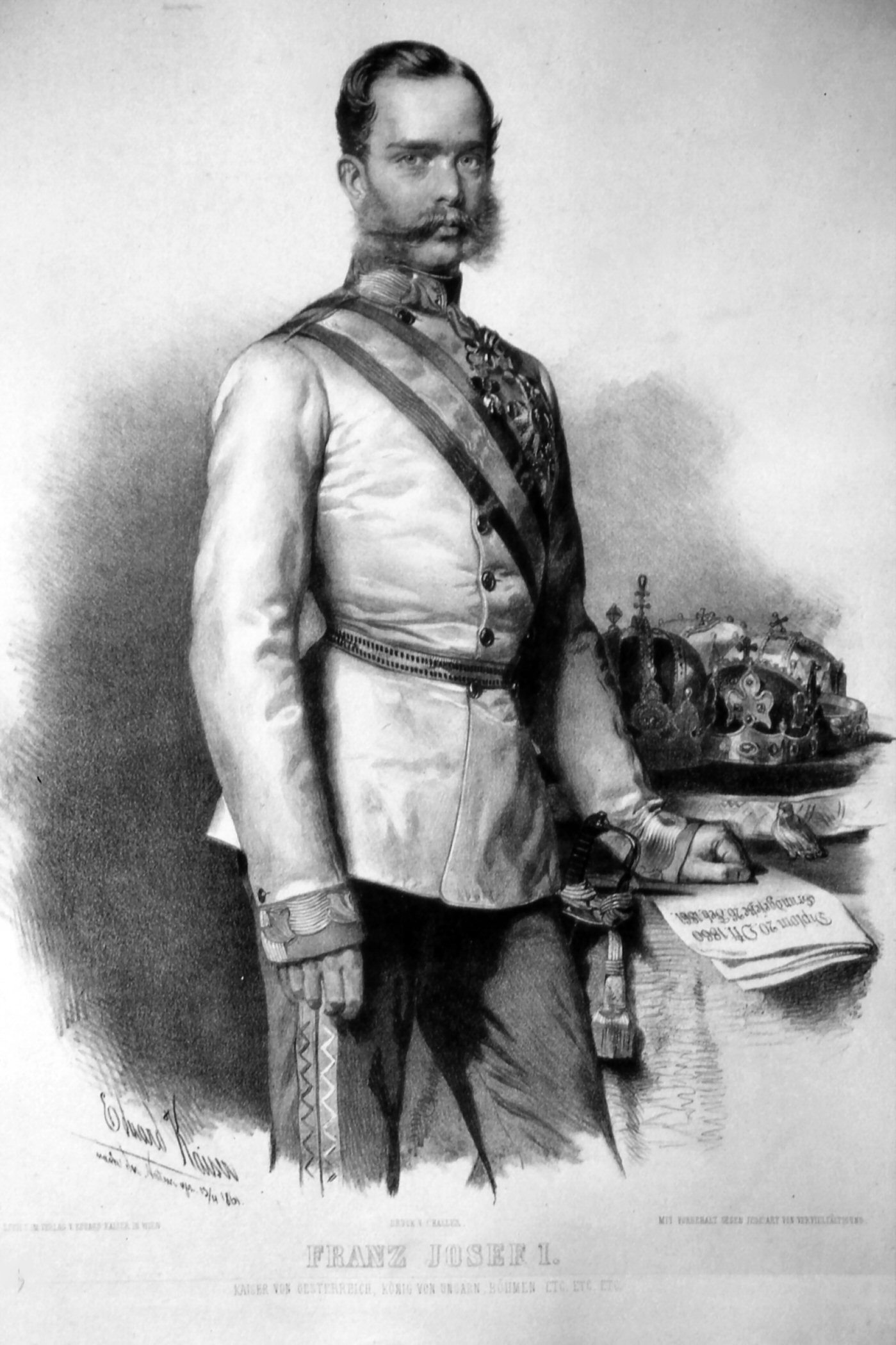
L'empereur François-Joseph (1865)

En 1865, l'empereur François-Joseph, déçu des libéraux emmenés par le ministre-président Anton von Schmerling et inquiet des turbulences que leurs réformes avaient entraînées (cf. Histoire de l'Autriche), trouve en la personne du comte Richard Belcredi un conservateur déclaré : il le nomme ministre d'État et ministre-président d'Autriche.
Richard Belcredi regarde la rumeur de sa nomination à la tête du pays en tant que ministre-président d'Autriche comme un sacrifice personnel, qu'il n'accepte que par le sens du devoir du haut fonctionnaire qu'il est. C'est ainsi qu'il écrit à sa femme :
"L’empereur me réclame et il a dit qu'en cette triste et dangereuse période, il ne trouvait qu'en moi seul l’homme d'honneur sur lequel il pouvait se reposer. Je voudrais me montrer digne de la situation et n'être pas seulement son dernier espoir".
Belcredi présente son programme politique le 15 juin 1865 et entra en fonction le 29 juillet 1865. Le nouveau ministre-président, dont on désigna le cabinet ministériel comme le « ministère des trois comtes » (Dreigrafenministerium, bien qu'il compte en réalité quatre comtes, à savoir Belcredi lui-même, Mensdorff aux Affaires Étrangères, Johann Larisch von Moennich (1821–1884) aux Finances, et Esterhazy comme ministre sans portefeuille et représentant de Hongrie), déclare que la question hongroise constitue « le problème crucial pour l’empire d'Autriche » (das eigentliche Crux des österreichischen Reichsproblems) et lui assigne une priorité absolue. La passation des « accords de février » lui parut un préalable nécessaire aux négociations en vue d'une constitution pour l'empire, car sans ces concessions, les pays de langue hongroise ne l'accepteraient pas (c'est pourquoi les historiens surnomment ce gouvernement le « ministère transigeant », Sistierungsministerium). Par la loi du 20 septembre 1865, la loi fondamentale sur la représentation gouvernementale, par laquelle en 1861 le Reichsrat était devenu une instance élue, fut suspendue.

### Compromis avec la Hongrie
En 1866, à la suite de la signature du traité de Prague (1866), l'Autriche devait se retirer de la Confédération allemande (cf. Guerre austro-prussienne), et après accord sur la Hongrie, devait renoncer à toute prise de position sur la question allemande. Belcredi et le comte Mensdorff, jusqu'alors ministre des Affaires Étrangères, prennent la tête des chrétiens conservateurs fédéralistes : ils s'opposent au projet de compromis avec la Hongrie, parce qu'il aurait facilité l’accession au pouvoir des libéraux rhénans. C'est pourquoi l'empereur choisit un nouveau ministre des Affaires Étrangères en la personne du comte Friedrich Ferdinand von Beust.
Belcredi s'oppose à de nouvelles limitations des prérogatives communes de la Couronne et s'efforce désormais de trouver un terrain d'entente avec les minorités slaves sur une solution fédérale au problème des nationalités. Pour beaucoup, Belcredi apparait désormais comme « trop peu allemand ». Il projette de réorganiser l'Autriche-Hongrie en cinq régions historiques (1. Autriche germanophone, 2. Bohême-Moravie et Silésie, 3. Hongrie, 4. Pologne-Ruthénie, 5. Illyrie, c'est-à-dire les Slaves du Sud) dotées chacune d'un parlement. Un parlement fédéral aurait repris les compétences du Reichsrat. Ce projet échoue devant l'opposition acharnée de la Hongrie, qui ne veut pas démordre de sa position sur la parité entre les deux royaumes (Autriche et Hongrie) au sein de la monarchie. C'est finalement cette question de la parité, contre laquelle le comte Belcredi avait à l'origine accepté d'entrer en politique, qui met un terme à sa carrière de ministre-président.
Entre Belcredi et von Beust il n'y a plus de dialogue possible, comme le montre clairement la déclaration préliminaire du conseil des ministres du 1er février 1867. Von Beust est d'avis qu'il est impossible de satisfaire les attentes de tous. Il était par conséquent du devoir du gouvernement « de s'appuyer sur ceux qui jouissent de la plus grande vitalité (Lebenskraft), à savoir les éléments allemand et hongrois ». Belcredi constata que la décision était désormais faite et rédigea le jour même sa lettre de démission. Le 7 février 1867, il était démis de ses fonctions et remplacé en tant que ministre-président d'Autriche par von Beust. La constitution bicéphale rédigée par von Beust avec les représentants hongrois fut présentée au Reichstag, convoqué une dernière fois, comme une quasi-nécessité ; les parlementaires saisirent pourtant l'occasion de soumettre au chef du gouvernement une contre-proposition (projet de loi des députés du 21 décembre 1867), la loi constitutionnelle de décembre 1867.
Rétrospectivement, le compromis voulu par von Beust apparaît comme une solution pragmatique à courte vue, aux conséquences fatales, car c'est avec cet accord que s'amorce le divorce entre les nations slaves et la monarchie des Habsbourg, qui se poursuivra jusqu’à la chute de l'Autriche-Hongrie en 1918. Belcredi au contraire avait à cœur la représentation des minorités au sein de la monarchie. La vigueur avec laquelle il combattit l’« ardeur nationaliste » se reflète dans une déclaration en conseil des ministres, où il prend parti pour un enseignement en allemand et en tchèque dans les écoles primaires et les collèges de Bohême car, dit-il, « on ne peut remédier aux tendances nationalistes extrémistes que par des mesures concrètes. »
En 1881, Richard Belcredi se retire de la carrière politique ; il est nommé pair à vie (donc membre perpétuel de la Haute Chambre, le Reichsrat d'Autriche) et exerce jusqu'en 1895 les fonctions de président du tribunal administratif impérial et royal d'Autriche-Hongrie.

## Sources
- (de) Cet article est partiellement ou en totalité issu de l’article de Wikipédia en allemand intitulé « Richard Belcredi » (voir la liste des auteurs).
- Österreichisches Biographisches Lexikon, vol. 1, Vienne, Verlag der Österreichischen Akademie der Wissenschaften, 1957, « Belcredi Richard Graf », p. 66
- Karl Otmar Freiherr von Aretin, Neue Deutsche Biographie (NDB), vol. 2, Berlin, Duncker & Humblot, 1955, « Belcredi, Richard Graf von », p. 26-28
- Ludwig Graf Belcredi, Fragmente aus dem Nachlasse des ehemaligen Staatsministers Grafen Richard Belcredi, in: Die Kultur. Vierteljahresschrift für Wissenschaft, Literatur und Kunst 7 (1906)
- Ministre d'État contre son gré (éd.: Correspondence parlementaire, Vienne, 2001)